# Кокпарсай
Кокпарсай (каз. Көкпарсай, до 2008 г. — Прогресс) — село в Мактааральском районе Туркестанской области Казахстана. Входит в состав Жамбылского сельского округа. Код КАТО — 514447400.

## Население
В 1999 году население села составляло 2954 человека (1506 мужчин и 1448 женщин). По данным переписи 2009 года, в селе проживало 1320 человек (690 мужчин и 630 женщин).